# Achalinus
Achalinus är ett släkte av ormar som ingår i familjen Xenodermatidae.
Släktets medlemmar är med en längd upp till 75 cm små ormar. De förekommer från centrala Kina till Sydostasien. Arterna äter antagligen snäckor, daggmaskar och liknande ryggradslösa djur. Honor lägger ägg.
Arter enligt Catalogue of Life och The Reptile Database:
- Achalinus ater
- Achalinus formosanus
- Achalinus hainanus
- Achalinus jinggangensis
- Achalinus meiguensis
- Achalinus niger
- Achalinus rufescens
- Achalinus spinalis
- Achalinus werneri